# جامعة ليمكوك وينج للتقنية الإبداعية

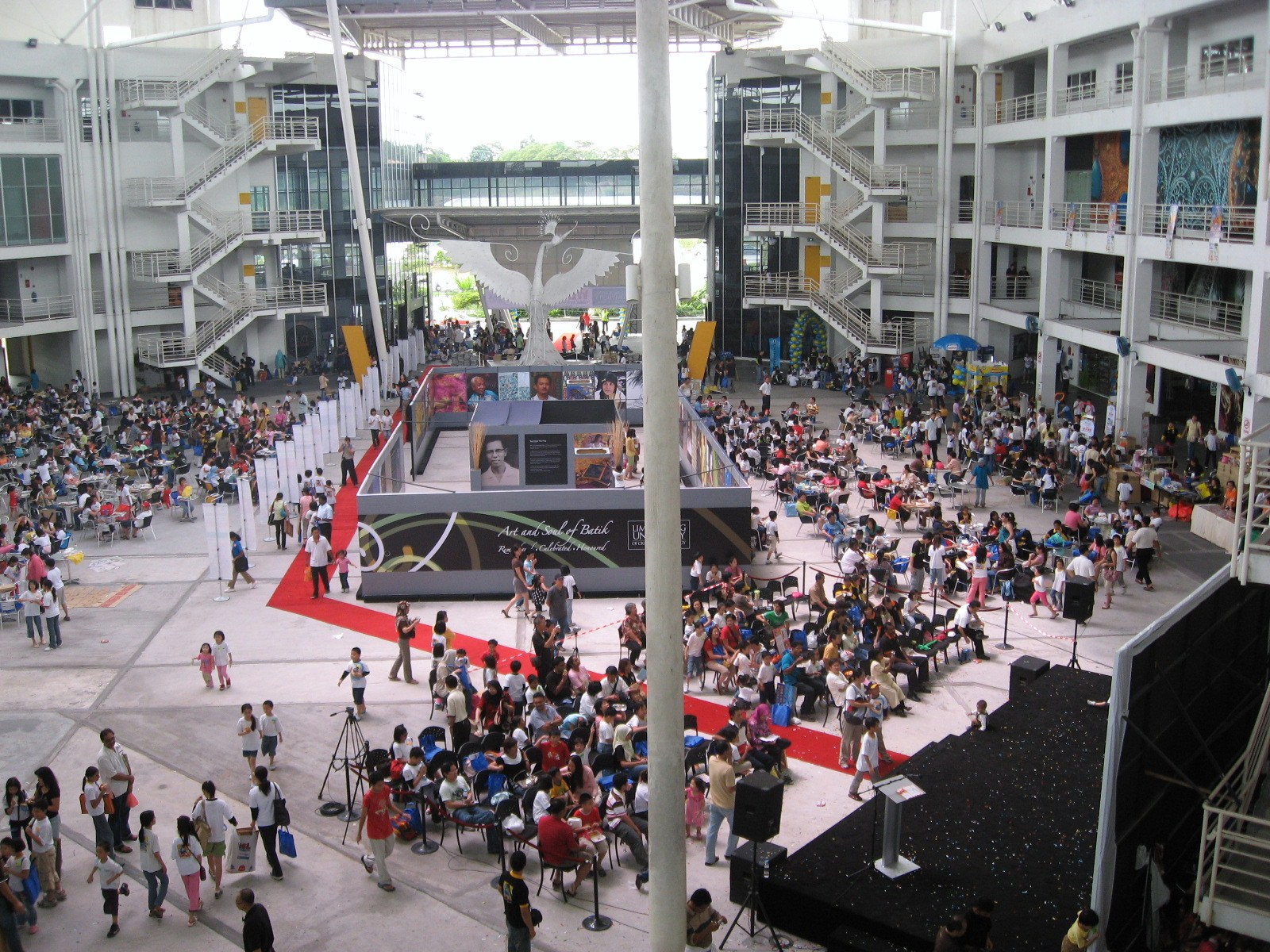
جامعة ليمكوك وينج للتقنية الإبداعية من الداخل.

جامعة (ليمكوك وينج) للتقنية الإبداعية هي إحدى الجامعات الخاصة في ماليزيا. سميت الجامعة بهذا الاسم نسبةً إلى صاحبها السيد الدكتور (ليم كوك وينج)، كانت هذه الجامعة في البدايات مجرد معهد خاص، بعد ذلك تطورت الأوضاع إلى أن أصبحت كلية، وصارت جامعة كاملة بجميع أقسامها، وتعتبر من جامعات ماليزيا الأولى التي قامت بالتدرج إلى أن تحصلت على المسمى الجامعي.

## نظام الجامعة

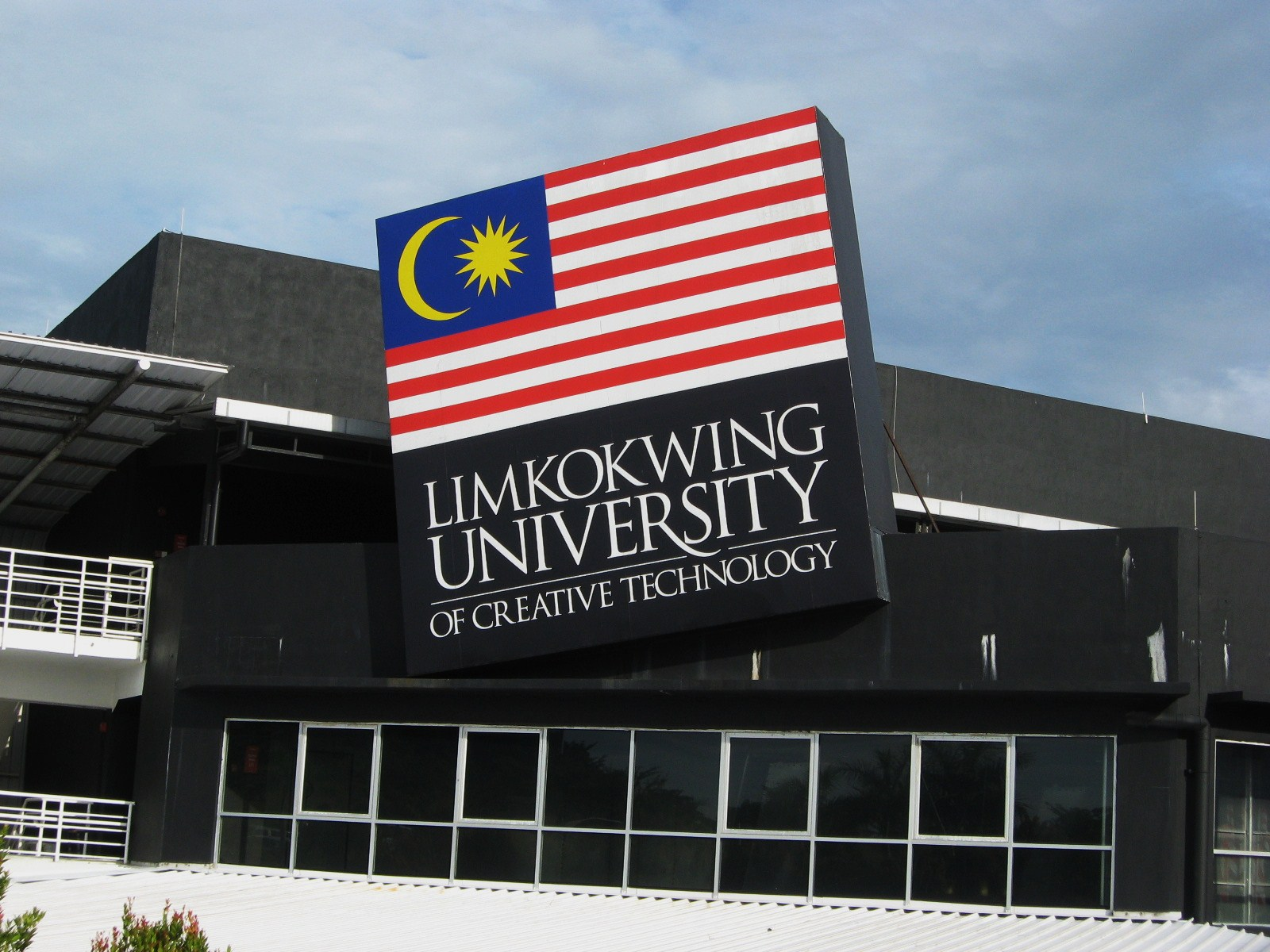
جزء من واجهة جامعة ليمكوك وينج للتقنية الإبداعية.

تمتلك جامعة (ليمكوك وينج) للتقنية الإبداعية عدة فروع في أنحاء العالم، وهذه الفروع في ماليزيا وبريطانيا وبوتسوانا وإندونيسيا والصين، وأخيرا الفرع الجديد لها في الولايات المتحدة الأمريكية وتحديدا في نيو يورك، تعمل هذه الجامعة بالإتحاد الاحتكاري الدولي من جامعاتٍ دولية شريكة مع الإبقاء على المعايير الخاصة بالجامعة، يقوم بعض الممثلون من هذه المؤسسات التي تتعامل مع الجامعة بالزيارة المنتظمة للتأكد من أنّ هذه الجامعة تعمل حسب المعايير التي بين الطرفين، وبفضل هذه المواصفات أصبحت (ليمكوك وينج) من أفضل الجامعات الماليزية وفي الصفوف الأولى على مستوى الدولة.

## فوائد غير محدودة وتفاعل إستراتيجي
إن وجود عدد من المؤسسات والمنظمات الضخمة مثل المعهد الآسيوي للإبداع والتجديد ومجلس رعاية الإبداع الماليزي يخلق مناخا جاذبا ويأتي بالشخصيات الصناعية المشهورة والمعروفة إلى مقر الجامعة وأيضا الذين يقومون بتنفيذ مشاريع متخصصة تهدف إلى رفع مستوى الصناعة الماليزية وإدخال روح الإبداع والتجديد إليها من أجل رفع مستوى أداء الشركات.

## مكان لتلاقح الثقافات
إن الطلاب الذين يأتون للدراسة يستطيعون اكتساب الخبرات عبر الحصول على أصدقاء من جميع أنحاء العالم داخل المبنى الجامعي في عدد قد يصل إلى 60 جنسية، مما يعطي الدراسة رونقا خاصا بها لاختلاف الجنسيات الموجودة بالجامعة ناهيك عن الانفتاح على الآخر والتعرف إليهم عن قرب، وبأقل وصفٍ نستطيع قوله أن وضع الجامعة يعتبر كخلية من خلايا النحل المتحركة والمتجانسة، ومما لاشك فيه أن هذا التلاقح الثقافي يمثل دافعا قويا نحو الإبداع وكسر القواعد الروتينية.

## فروع الجامعة

### فرعسايبر جايا، ماليزيا
في تشرين الأول/ أكتوبر 2004 من الميلاد، قامت الجامعة بفتح هذا الفرع لاستيعاب المزيد من الطلاب، ثم أصبح الفرع الرئيسي لها، وقد تم ذلك أيضا بدعم من الحكومة الماليزية، والآن أصبح عدد طلاب الجامعة أكثر من 8000 طالب من أكثر من 100 دولة في العالم. وتعتبر الجامعة مقر لعمل الأنشطة الثقافية، فضلا عن الأحداث الكبرى مثل المعارض والحلقات الدراسية.
في أيار / مايو 2007 من الميلاد، أصبحت جامعة ليمكوك وينج إحدى أهم الجامعات الخاصة التي استطاعت رفع مستواها من مجرد كلية جامعة إلى جامعة بكامل المقاييس.

### فرعلندن، بريطانيا
في تشرين الأول / أكتوبر 2007 من الميلاد، كان الحدث الأكبر للجامعة عندما أَنشأَت الحرم الجامعي لفرعها هناك، وقد تم افتتاح الجامعة بشكل رسمي من قبل رئيس وزراء ماليزيا داتوك سيرى عبد الله أحمد بدوي بالتعاون مع مركز الدراسات الماليزية ومركز اتصال Think Malaysia.
الدورات في فرع لندن أصبحت معترفة من قبل دائرة الاعتماد للكليات الدولية في نيسان / أبريل 2008 من الميلاد، وهذا ليتم طمأنة الطلاب الأجانب وذويهم، إضافةً إلى الممثلين المنتدبين من هيئة التعليم بأنّ الجامعة تقف على قدم وساق، وهذا للوفاء بالوعود التي تمت من الجامعة عند بداية افتتاحها لتتفق مع المعايير والجودة المطلوبة من جانب القانون البريطاني.

### فرعبوتسوانا
في آذار / مارس 2007 من الميلاد، تم افتتاح حرم جامعي جديد في (Fairgrounds Mall)، في جابورون عاصمة بوتسوانا، وفي أيار / مايو 2007 من الميلاد أصبح الرئيس السابق لدولة يوتسوانا (Festus G Mogae) رئيسا للجامعة.
وقد تم افتتاح حرم جامعي جديد تموز / يوليو 2007 من الميلاد لاستيعاب جميع البرامج الدراسية تحت سقف واحد، أيضا بدأَ العمل على الحرم الثالث للجامعة في تموز / يوليو 2008 من الميلاد.

### فرعكمبوديا
في نيسان / أبريل 2008 من الميلاد، فتحت الجامعة حرم جامعي آخر في بنوم بنه في العاصمة الكمبودية.